# 董以寧
董以寧（1629年—1669年），字文友，號宛齋。武進 （今江蘇省武進區）人。清朝詩人、詞人。

## 生平
崇祯二年（1629年），董以寧出生。明朝末年時為諸生。康熙年間與陈维崧、邹祗谟、黄永合稱“毗陵四子”。精音律，工於詞，有詞《闺怨》。鄒祗謨和董以寧二人為好友，兩人在順治六、七年（1649~1650年）時，取唐朝人的《尊前集》、《花間集》，宋朝人的《花庵詞選》，及《六十家詞》，將僻調摹仿盡至。
順治十八年（1661年），揚州女子余韞珠為王士祿繡須菩提像，為王士禛繡髙唐神女、洛神、西施浣紗、杜蘭香四圖，王士禛便作《題余氏女子繡浣紗洛神圖二首》（《漁洋精華錄》卷二），並填《浣溪紗》（西施）、《解佩令》（洛神）、《望湘人》（柳毅傳書）三詞，鄒祗謨、彭孫通、陳維崧、董以寧、彭孫貽等人皆附和，董以寧作《慶清朝慢》、《燭影搖紅》、《雙雙燕》、《聲聲慢》調和。
康熙七年（1668年），孫默續刻陳維崧、陳世祥、董以寧、董俞四家詞，裡面皆有漁洋的評論。
康熙八年（1669年）冬天，董以寧去世。

## 軼事
董以寧對複古派和唐宋派都表示不滿，曾說過：“乃今人不揣，顧欲以向之規摹左國史漢者轉而規摹八家，不知規摹之病在於貌似而其實則如仲尼、陽貨之迥乎不同，其規摹八家與規摹左國史漢相去固不能以寸也。”

## 評價
- 王士禎：善寫閨檐之致。[7]
- 王又華：金粟謂近人詩餘能作景語，不能作情語。僕則謂情語多，景語少，同是一病。但言情至色飛魂動時，乃能於無景中著景，此理亦近人未解，艾庵乃謂僕自道，試以質之阮亭。《古今詞論》
- 陳廷焯："情真語至"、"字字真切"、"真絶痛絶"、"情詞雙絶"、"淋淋漓漓"《詞則·別調集·卷四》，董文友詞祇能言情，不堪論事。其望梅花《過鸚鵡洲》、賀新郎《淮陰祠》兩調，偶為慷慨之詞，立見其蹶。措語固不能圓健，平仄亦有顛倒處。《白雨齋詞話》
- 汪懋麟：今復匯二陳（陳世祥、陳維崧）、二董（董以寧、董俞）之詞為四家，合前集以行，屬余為序。因取四家之詞而讀之，又取前六家之詞而共讀之，反覆歌吟，凡五六日，大抵皆工於言情者也，抑善於寫怨者也。《十五家詞原序》
- 鄒祗謨：同里諸子，好工小詞，如文友之儇艷，其年（陳維崧）之矯麗，雲孫（黃永）之雅逸，初子（黄京）之清揚，無不盡東南之瑰寶。《遠志齋詞衷》
- 湯大奎：文友三董（董以寧、董文冀、董元愷），並負盛名。《炙硯瑣談》
- 《詞苑萃編 》：文友詞似易安，董文友《一剪梅》云：「慣得相攜花下遊。蘇大風流。蘇小風流。而今別況冷於秋。燕去南樓。人去南樓。 等間平判十分愁。儂在心頭。卿在眉頭。少年心事總悠悠。一曲揚州。一夢蘇州。」商邱宋牧仲謂其酷似李易安。
- 張宏生：清初的小令名家，陳子龍、董以寧等都是好手。[8]

## 著作
- 《蓉渡詞》三卷。[9]
- 《正誼堂詩集》二十卷。[10]

《蓉渡詞》向來以豔句著稱，像《蘇幕遮·簾外聽墮釵聲》十闋、《畫堂春·夏日課婢》八闋等諸篇，《沁園春》詠「美人」七闋。
楊岱序董以寧《蓉渡詞》曰：“董子著書滿家，天下稱之。填詞特董子餘事耳。” 
- 《蓉渡詞》中的艷體詩，分別為《卜運算元·雪江情月》（回文，倒讀《巫山一段雲》）、《閨怨》

## 家庭及關連
- 父：董上治，順治四年進士官至工部主事。
- 次子：董大倫。[12]

## 外部連結
- 中國哲學書電子化計劃·晚晴簃詩匯 （页面存档备份，存于）
- 中國哲學書電子化計劃·古今詞論 （页面存档备份，存于）